# Pipistrello (divinità)

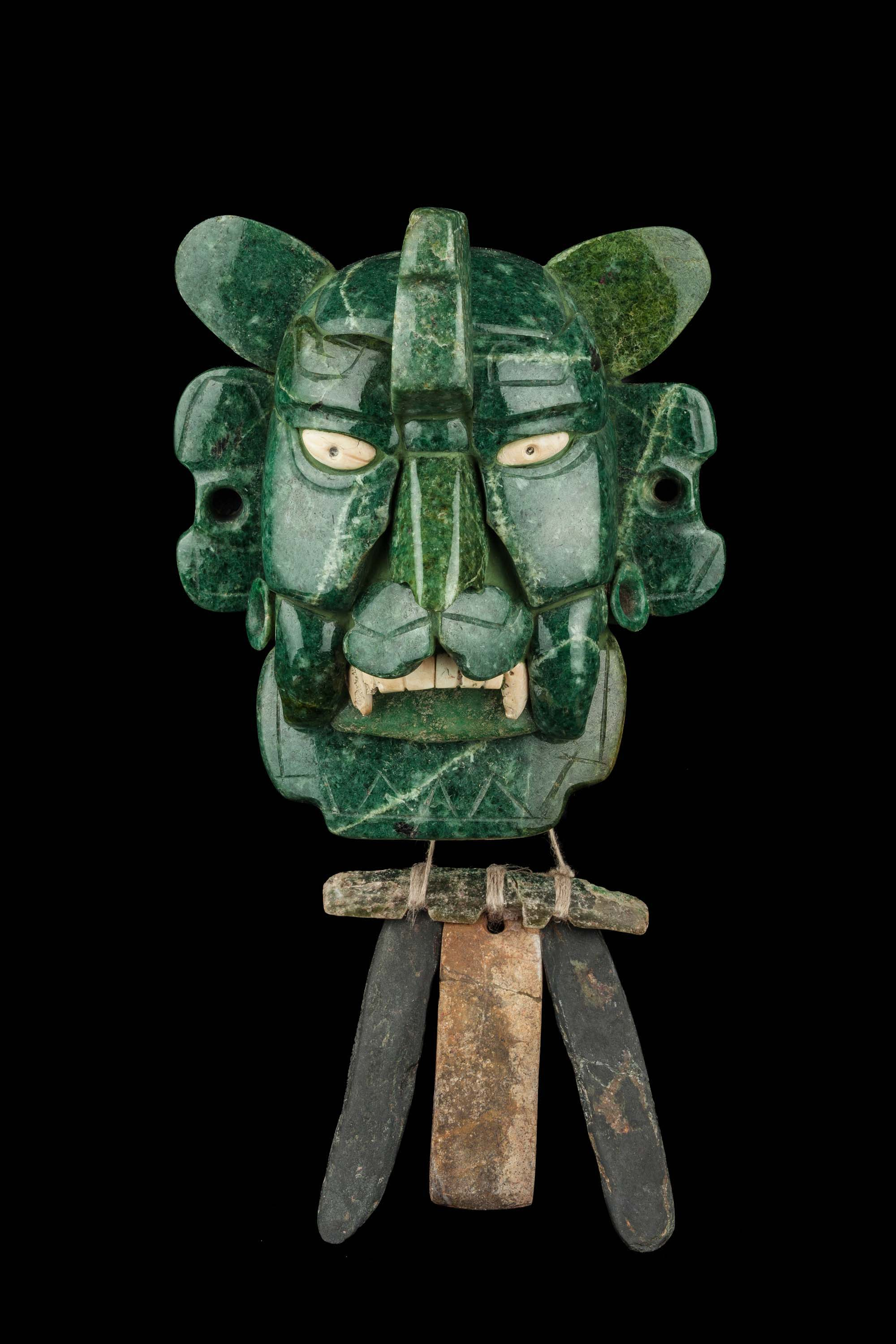
Maschera pettorale del Dio pipistrello, realizzata tra il 200 a.C. e il 200 d.C. rinvenuta come offerta che accompagnava cinque scheletri nel santuario a est del tumulo H della piazza centrale nel sito archeologico di Monte Albán ad Oaxaca, ora conservata presso il Museo nazionale di antropologia a Chapultepec

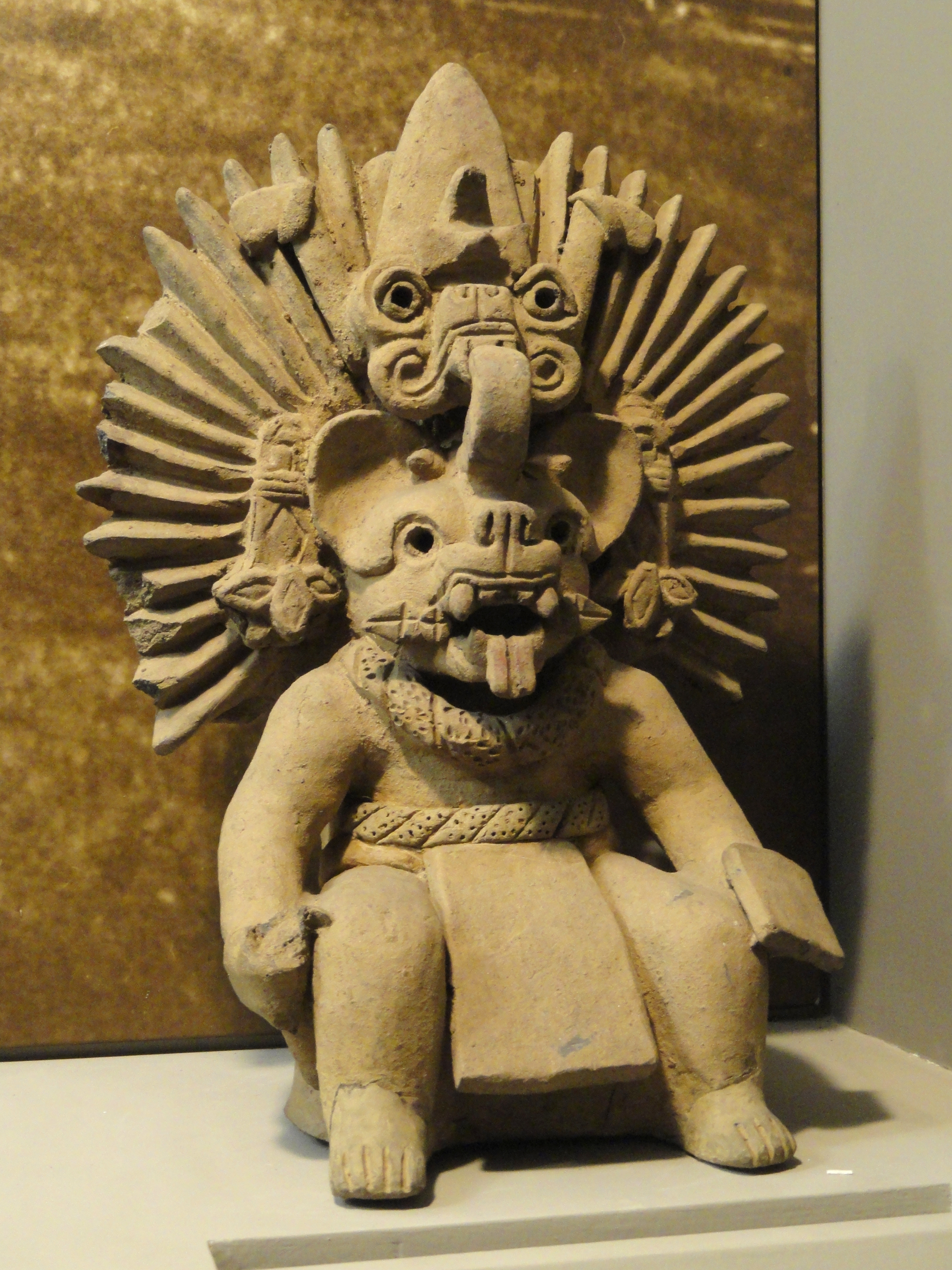
Urna funeraria zapoteca, rappresentante il Dio pipistrello con copricapo contornato da foglie di mais, terracotta del 350–500 d.C., rinvenuta ad Oaxaca e conservata presso l'American Museum of Natural History di New York

Con Dio pipistrello si indica, presso le popolazioni mesoamericane precolombiane, un insieme di divinità minori molto simili fra loro, accomunate per la loro rappresentazione come pipistrello o come un pipistrello dal corpo umano e strettamente associate alla notte e alla morte.

## Etimologia
Presso gli Zapotechi era noto come Bigidiri zinia, Bigidiri beela (letteralmente "farfalla di carne") o Piquete Ziña, presso i Mixtechi come Ticuchi léhle, in lingua k'iche' (Maya) era noto come Zotz o Camazotz ("pipistrello della morte"), in lingua nahuatl (Aztechi) Tzinacan o Tzinacantli ("pipistrello che morde").

## Rinvenimenti archeologici
Riproduzioni di creature dalla forma di pipistrello fanno comparsa su reperti in ceramica datati almeno al 500 a.C.
Se i primi ritrovamenti furono nella regione zapoteca di Oaxaca, sono attestate numerose sue rappresentazioni in sculture di pietra, urne di ceramica, dipinti e codici, in buona parte del Mesoamerica.
La maggior parte delle riproduzioni maya su vasi in stile Codex (periodo classico mesoamericano) sono nere o marrone su sfondo bianco sporco (quindi non proprio policromo) e sono stati rinvenuti nell'estremo nord del bacino di Petén e nell'adiacente sud di Campeche. Le terrecotte policrome sono più diffuse nel resto del Peten e nell'adiacente Belize.

## Mitologia e culto
Nelle religioni mesoamericane, i pipistrelli erano associati agli Inferi, alla morte e al sacrificio, in particolar modo mediante la decapitazione.
Spesso erano collegati anche all'impollinazione, forse a causa la presenza in Mesoamerica di specie impollinate da Hylonycteris underwoodi.
Come divinità, il pipistrello svolge un ruolo fondamentale nella presentazione delle offerte per le divinità maggiori: presso le popolazioni mesoamericane, come anche riportato per testimonianza diretta dagli Aztechi ai primi missionari, vi era il principio del nextlāhualli ("pagamento del debito"), per il quale occorreva sdebitarsi con un sacrificio, di sangue o di carne, con le divinità per ciò che concedevano. Un grande sacrificio era sempre in corso per sostenere l'Universo e tutto è tonacayotl ("nostro sostentamento", "nostra carne"): la "incarnazione spirituale" o "presenza corporea [sacrificale]" degli Dei sulla Terra. Tutto (terra, mais, luna, stelle e persone) nasce da corpi morti o sepolti, dita, sangue o teste degli dei sacrificati. Il pipistrello, quale essere che morde e riceve il nextlāhualli (il tributo di sangue), che "fa lacrimare e strappa teste", presiede, simboleggia ed esegue il sacrificio verso le divinità maggiori.
Visti come versione notturna dei colibrì, messaggeri degli Dei per eccellenza, nonché delle farfalle, rivestivano il ruolo di messaggeri infernali.

### Zapotechi
Presso gli Zapotechi non compare alcuna divinità dalle sembianze di pipistrello tra le divinità maggiori, le 13 divinità con cui era suddiviso il calendario zapoteco. 
Oltre alla notte e alla morte, si ritiene i pipistrelli fossero associati a Pitao Cozobi, Dio del mais.

### Maya

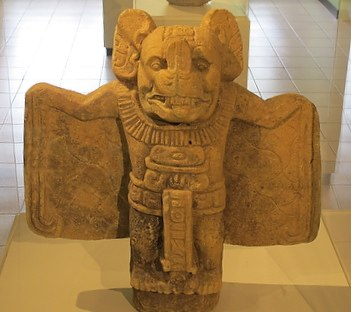
Rappresentazione di Cama-Zotz, il Dio pipistrello maya, conservata nel museo Popol Vuh, Città del Guatemala

Presso i Maya il culto del pipistrello era largamente diffuso ed aveva una giornata dedicata, nel quarto mese del calendario, che rivela il suo nome, Zotz.
Il pipistrello era associato anche all'impollinazione e alla fertilità, ai wahy (spiriti portatori di malattie) e fungeva da nume tutelare protettore di una casata, i Zotziles.
Glifi richiamanti la testa di pipistrello erano usati come parte del nome di alcune città, come logogramma per il quarto mese per il calendario solare (Haab') e come simbolo di "madre", specificatamente di persona viva.
Nel Popol Vuh, III parte, il "Cama-Zotz" è un tipo di mostro-pipistrello dal muso affilato come una lama, che in stormo attaccano gli Eroi Gemelli Maya Hunahpu e Xbalanque durante la loro prova nel mondo sotterraneo di Xibalba. I due gemelli dovettero passare la notte nella Casa dei Pipistrelli sparando con le loro cerbottane per difendersi dai pipistrelli, che giravano in cerchio, talmente forte da spremersi nelle cerbottane. In un momento in cui i mostri-pipistrello si calmarono, quando Hunahpu sporse la testa fuori per vedere se il sole fosse sorto, uno immediatamente spiccò il volo e gli strappò la testa per portarla al campo di gioco della palla centroamericano per essere usata come palla dagli Dei.
Nella III parte, capitolo 4 del Popol Vuh, una forma oscura che fungeva da messaggero dal Xibalba porta la proposta di accordo tra Tohil, il Dio del fuoco, ad alcune delle prime tribù create dell'Umanità, secondo cui egli dovevano offrirsi per "farsi prendere dalle proprie ascelle ai propri fianchi" (il gesto dell'apertura in abbraccio) in cambio del fuoco e questi, non capendo che significava offrirsi in sacrificio umano, stipularono l'accordo. Il testo non fornisce una descrizione chiara della figura del messaggero infernale, ma spesso è visto come una altra manifestazione di Camazotz. Sempre dalla lettura del Popol Vuh, studiosi come Eduard Seler associano il pipistrello al pianeta Venere e al "demonio dell'est".

### Aztechi
Come con i Maya, presso gli Aztechi il pipistrello è associato a Mictlantecuhtli, Dio della Morte, nonché alla impollinazione e alla fertilità, per i quali sono pervenuti più miti.
Nel Codice Magliabechiano azteco è descritto un mito legato alla fertilità secondo cui un pipistrello nasce dal seme versato da Quetzalcóatl, Dio, fra l'altro, del vento e della pioggia. Il pipistrello si reca da Xochiquetzal, Dea delle piante e dei fiori, le strappa parte della vagina e la riporta a Quetzalcóatl. Anche il Codice Borgia rappresenta un altro mito sulla fertilità dove il pipistrello fa spola tra Xochiquetzal e Quetzalcóatl. Il cerimoniale in onore di quest'ultimo prevedeva il sacrificio con eviscerazione del cuore e la decapitazione delle vittime sacrificali, di norma i prigionieri nemici catturati in battaglia, come mostrato nel Codice Fejérváry-Mayer, nel quale viene raffigurato il pipistrello, cerimonia eseguita nella festa dedicata dagli Aztechi al Dio Xipe Tótec. Tuttavia, il rito più caratteristico di questa festa era la scuoiatura dei corpi delle vittime sacrificali. Questa azione, si ritiene, fosse simbolicamente correlata alla defogliazione del mais maturo prima della semina e alla germogliazione di nuove foglie sulle spighe non ancora nate. Da qui anche la raffigurazione del Dio con indosso la pelle umana.

## Iconografia

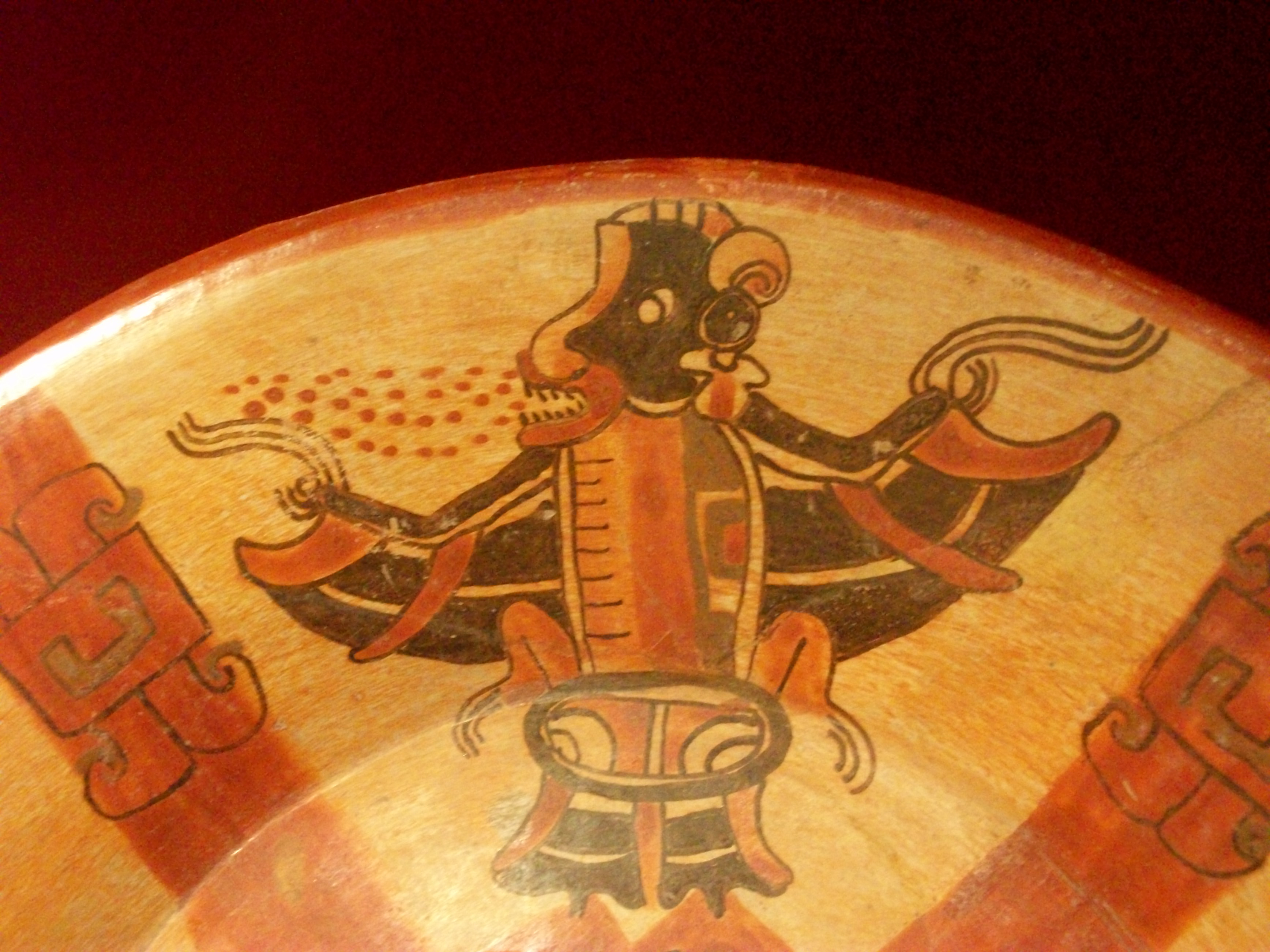
Pipistrello della Morte, ceramica maya del periodo classico (320 a.C.- 987 d. C.) Balamkú, conservata presso il Museo Fuerte de San Miguel, Campeche

Camazotz viene rappresentato interamente come un pipistrello, o come un pipistrello dal corpo umano, talvolta con elementi che richiamano al sacrificio, come gli "occhi della morte" intorno al collo (o sulle ali) e una sorta di zampillo dalla bocca che potrebbe rappresentare il fuoco o il sangue, più raramente con un coltello sacrificale in una mano e la sua vittima dall'altra. Nel mixteco Codex Vaticanus B è rappresentato mentre afferra delle teste decapitante.